# ArmaLite AR-15
O ArmaLite AR-15 é um fuzil, fogo seletivo, 5.56×45mm, refrigerado a ar, alimentado a gás, com um parafuso giratório e um design de recuo em linha reta. Desenvolvido pela fabricante de armas americana ArmaLite em 1956, é baseado no AR-10. O AR-15 foi projetado acima de tudo para ser um fuzil de assalto leve e para disparar em alta velocidade, com um cartucho de pequeno calibre para permitir que os soldados de infantaria carregassem mais munição.
Em 1959, ArmaLite vendeu seus direitos sobre o AR-10 e AR-15 para Colt, devido a dificuldades financeiras. Após modificações (a mais notável, a alça de carregamento foi realocada sob o punho de carregamento como no AR-10 à parte traseira do receptor). Colt renomeou-o como Colt ArmaLite AR-15. Colt comercializou o fuzil AR-15 reprojetado para vários serviços militares em todo o mundo e foi posteriormente adotado pelos militares dos Estados Unidos como M16, que entrou em produção em março de 1964.
Colt continuou a usar a marca registrada AR-15 apenas para a sua linha de fuzis semiautomáticos comercializados para clientes civis e de aplicação da lei, conhecido como Colt AR-15. O ArmaLite AR-15 é o pai de uma variedade de fuzis variantes, o Colt AR-15 & M16. O termo "AR-15" significa "ArmaLite rifle, design 15". O "AR" em todas as armas ArmaLite padrão simplesmente significa "ArmaLite Rifle"

## História
Após a Segunda Guerra Mundial, os militares dos Estados Unidos começaram a procurar um único fuzil automático para substituir o M1 Garand, Carabinas M1/M2, Fuzil Automático M1918 Browning, M3 "Grease Gun" e submetralhadora Thompson. No entanto, as primeiras experiências com versões de fogo seletivo do M1 Garand provaram ser decepcionantes. Durante a Guerra da Coreia, a carabina M2 de fogo seletivo em grande parte substituiu a submetralhadora em serviço dos EUA e se tornou a variante de carabina mais amplamente utilizada. No entanto, a experiência de combate sugeriu que a carabina calibre .30 foi subalimentada. Os projetistas americanos de armas concluíram que era necessário um cartucho intermediário e recomendaram um cartucho de pequeno calibre e alta velocidade.
No entanto, altos comandantes americanos enfrentaram inimigos fanáticos e experimentaram grandes problemas logísticos durante a Segunda Guerra Mundial e a Guerra da Coreia, insistiram que um único e poderoso cartucho calibre .30 deveria ser desenvolvido, que poderia não só ser usado pelo novo fuzil automático, mas pela nova metralhadora de uso geral (GPMG; em inglês) em desenvolvimento concorrente. Isto culminou com o desenvolvimento do cartucho 7.62×51mm NATO.
O Exército dos Estados Unidos então começou a testar vários fuzis para substituir o obsoleto M1 Garand. O T44E4 e o mais pesado T44E5 da Springfield Armory foram versões essencialmente atualizadas da câmara do Garand para a nova munição de 7,62 mm, enquanto a Fabrique Nationale apresentou seu FN FAL como o T48. ArmaLite entrou na competição tarde, enviando apressadamente vários protótipos de fuzis AR-10 no outono de 1956 para o Armorial Springfield do Exército dos Estados Unidos para testes.

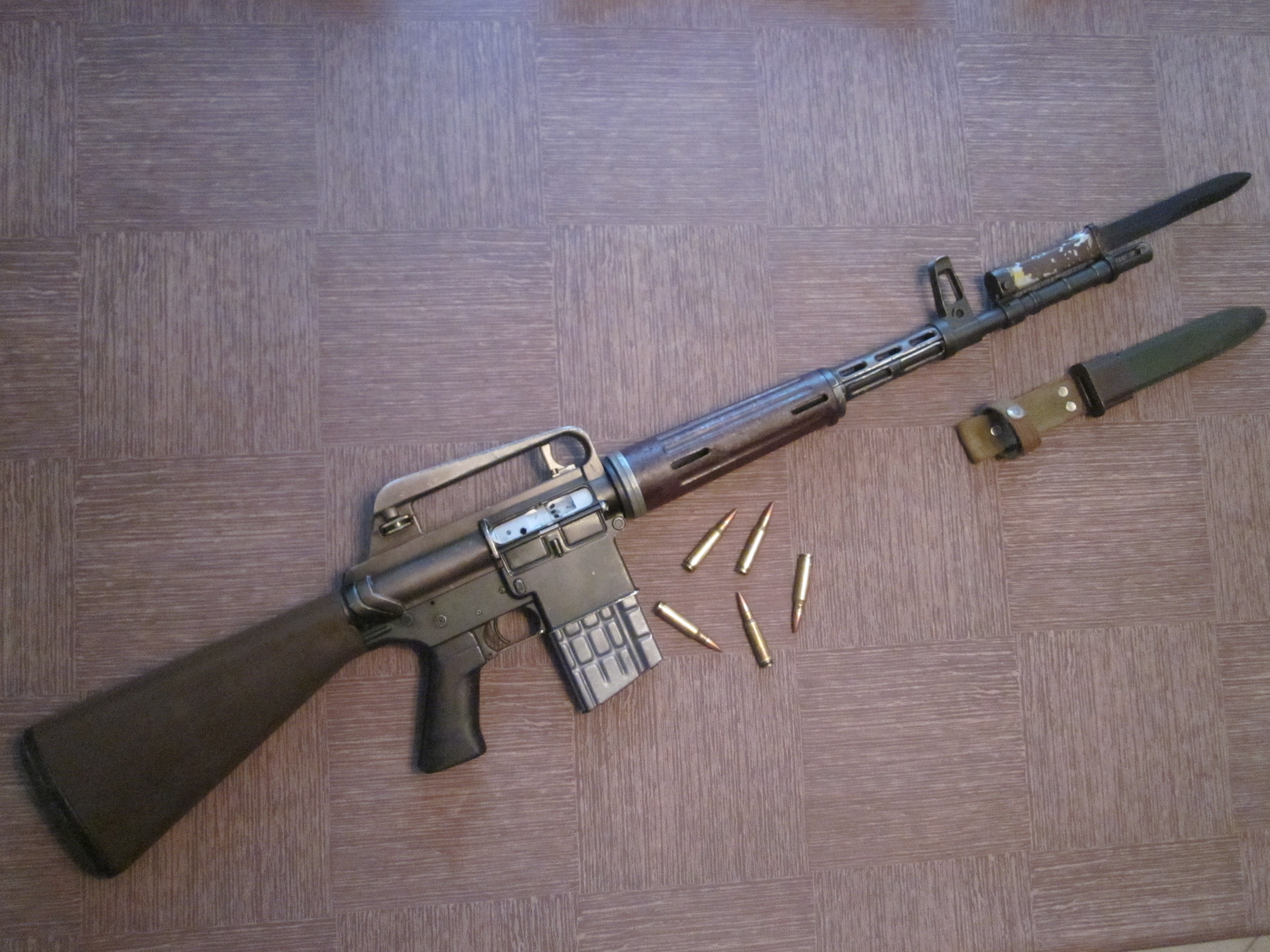
ArmaLite AR-10 com baioneta montada feita pela Artillerie Inrichtingen (A.I.)

O AR-10 apresentava um inovador projeto de cano/soleira em linha reta, receptores de liga de alumínio forjado e com soleiras de compostos fenólicos. Tinha miras elevadas e robustas, um supressor de flash superdimensionado de alumínio e compensador de recuo, e um sistema de gás ajustável. O protótipo final, apresentava um receptor superior e inferior com os agora familiares pinos de dobradiça e pinos de remoção, e a alça de carregamento estava no topo do receptor colocado dentro da alça de transporte. Para um fuzil 7,62mm NATO, o AR-10 foi incrivelmente leve com apenas 6,85 libras vazio (3107,108 g). Os comentários iniciais da equipe de teste da Springfield Armory foram favoráveis, e alguns testadores comentaram que o AR-10 era o melhor fuzil automático leve já testado pelo Armory.
No final, o exército dos Estados Unidos escolheu o T44 posteriormente chamado de fuzil M14 que foi um M1 Garand melhorado com um compartimento de 20 disparos e capacidade de fogo automático. Os EUA também adotaram a metralhadora de uso geral (GPMG; em inglês) M60. Os seus parceiros da NATO adotaram os fuzis FN FAL e HK G3, bem como as GPMGs FN MAG e Rheinmetall MG3.
Os primeiros confrontos entre o AK-47 e o M14 vieram na parte adiantada da Guerra de Vietnã. Os relatórios do campo de batalha indicaram que o M14 era incontrolável em totalmente automático e que os soldados não poderiam carregar bastante munição para manter a superioridade de fogo sobre o AK-47. E, enquanto a Carabina M2 ofereceu uma alta taxa de fogo, foi subalimentada e, em última instância ultrapassada pelo AK-47. Uma substituição era necessária: um meio entre a preferência tradicional para fuzis de alta potência, como o M14, e o poder de fogo leve da Carabina M2.

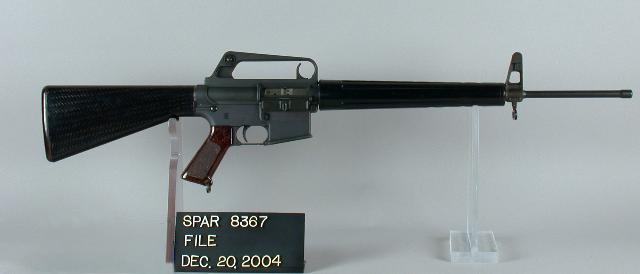
ArmaLite AR-15 recente sem carregador ou flash hider

Como resultado, o Exército foi forçado a reconsiderar uma solicitação de 1957 do General Willard G. Wyman, comandante do Comando Continental do Exército dos EUA (CONARC) para desenvolver um fuzil de calibre .223 (5.56 mm) fogo seletivo pesando 6 lb (2,7 kg) quando carregado com um carregador de 20 cartuchos. O cartucho 5.56 mm teve que penetrar em um capacete padrão dos EUA a 500 metros (460 metros) e reter uma velocidade superior à velocidade do som, enquanto correspondia ou excedia a capacidade de ferimento do cartucho da carabina .30. Esta solicitação resultou no desenvolvimento de uma versão reduzida do ArmaLite AR-10, chamado fuzil ArmaLite AR-15.
Em 1958, a ArmaLite submeteu dez AR-15 e carregadores de cento e 25 cartuchos para testes do CONARC. Os testes descobriram que uma equipe de 5 a 7 homens armados com AR-15 tem o mesmo poder de fogo que uma equipe de 11 homens armados com M14. Que soldados armados com AR-15 poderiam carregar três vezes mais munição do que aqueles armados com M14 (649 contra 220). E que o AR-15 era três vezes mais confiável que o fuzil M14. Entretanto, o General Maxwell Taylor, então Chefe do Estado Maior do Exército, "vetou" o AR-15 em favor do M14. Em 1959, ArmaLite, agora frustrada com a falta de resultados e com dificuldades financeiras, vendeu os seus direitos do AR-10 e AR-15 à Colt.

### Era Colt

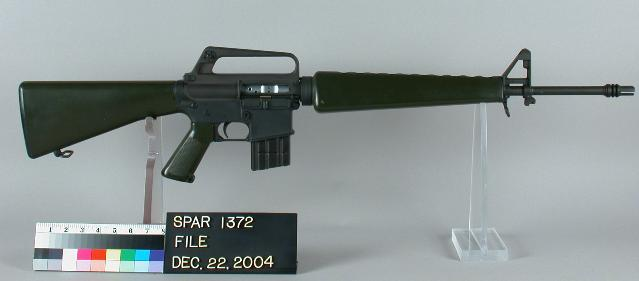
Colt ArmaLite AR-15 Modelo 01 com carregador de 20 disparos

Depois de adquirir o AR-15, Colt reprojetou o fuzil para facilitar a sua produção em massa. Com base no projeto final da ArmaLite, a mais notável, a alça de carregamento foi realocada sob o punho de carregamento como no AR-10 à parte traseira do receptor, como o posterior fuzil M16. Colt então renomeou e remarcou o rifle "Colt ArmaLite AR-15 Model 01". Após uma excursão ao leste, Colt fez sua primeira venda do Colt composta de fuzis ArmaLite AR-15 para a Malásia em 30 de setembro de 1959. Colt manufaturou seu primeiro lote de 300 fuzis de fogo seletivo Colt ArmaLite AR-15 em dezembro de 1959. Colt comercializou o fuzil ArmaLite AR-15 feito pela própria Colt para vários serviços militares em todo o mundo.
Em julho de 1960, o general Curtis LeMay, então vice-chefe do Estado-Maior da Força Aérea dos Estados Unidos, ficou impressionado com uma demonstração do ArmaLite AR-15 e ordenou 8500 fuzis. Enquanto isso, o Exército continuaria testando o AR-15, descobrindo que o fuzil com cartucho intermediário .223 (5,56mm) é muito mais fácil de operar do que o fuzil padrão M14 de 7,62mm NATO. Em 1961, o Exército dos EUA descobriu que 43% dos atiradores do AR-15 alcançaram o nível de Especialista, enquanto apenas 22% dos atiradores do fuzil M-14 o fizeram. Além disso, um impulso de recuo inferior, permite mais controle em armas de fogo automáticas.
No verão de 1961, General LeMay foi promovido a Chefe do Estado Maior da Força Aérea dos Estados Unidos, e solicitou um adicional de 80.000 AR-15. No entanto, o General Maxwell D. Taylor, agora Presidente do Estado-Maior Conjunto, (que repetidamente entrava em conflito com LeMay) aconselhou o Presidente John F. Kennedy que ter dois calibres diferentes dentro do sistema militar ao mesmo tempo seria problemático e o pedido foi rejeitado.:372 Em outubro de 1961, William Godel, homem da Agência de Projetos de Pesquisa Avançada, enviou 10 AR-15 para o Vietnã do Sul. A recepção foi entusiasta, e em 1962, outros 1.000 AR-15 foram enviados.:372–373  O pessoal das Forças Especiais do Exército dos Estados Unidos apresentou relatórios de campos de batalhas, elogiando generosamente o AR-15 e o stopping-power do cartucho de 5,56 mm, e pressionou por sua adoção.

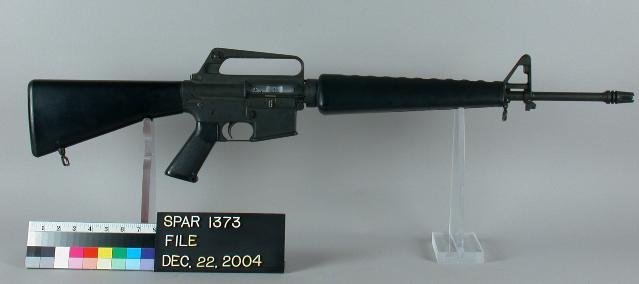
Colt ArmaLite AR-15 Modelo 02 sem carregador e nova taxa de torção de estriamento de 1 em 12 in

O dano causado pelo projétil de 5,56 mm foi originalmente acreditado ser causado pelo efeito de "queda", devido à lenta 1 em 14-polegada (360 mm) do estriamento na taxa de torção.:372  No entanto, qualquer projétil de núcleo de chumbo pontiagudo "cairá" após a penetração na carne, porque o centro de gravidade está voltado para a parte traseira do projétil. As grandes feridas observadas pelos soldados no Vietnã foram realmente causadas pela fragmentação de projéteis, que foi criada por uma combinação da velocidade do projétil e construção.:372 Essas feridas eram tão devastadoras, que as fotografias permaneceram classificadas nos anos 80.:373
No entanto, apesar da evidência esmagadora de que o AR-15 poderia trazer mais poder de fogo do que o M14, o Exército se opôs à adoção do novo fuzil. O secretário de Defesa dos EUA, Robert McNamara, agora tinha dois pontos de vista conflitantes: os pedidos repetidos da USAF para AR-15 adicionais (do General LeMay) e o relatório ARPA favorecendo o AR-15 e a posição do exército que favorece o M14. Até o presidente Kennedy expressou preocupação, então McNamara ordenou ao secretário do Exército Cyrus Vance que testasse o M14, o AR-15 e o AK-47. O Exército informou que apenas o M14 era adequado para o serviço, mas Vance questionou a imparcialidade dos que conduziram os testes, e ordenou ao Inspetor Geral do Exército que investigasse os métodos de testes usados. O Inspetor-Geral confirmou que os testadores tinham preferência pelo M14.
Em janeiro de 1963, o secretário McNamara recebeu relatórios de que a produção de M14 era insuficiente para atender às necessidades das forças armadas e ordenou o fim da produção de M14. Na época, o AR-15 era o único fuzil que podia satisfazer uma exigência de uma arma de infantaria "universal" para emissão a todos os serviços. McNamara ordenou sua adoção, apesar de receber relatórios de várias deficiências, principalmente a falta de uma câmara cromada.

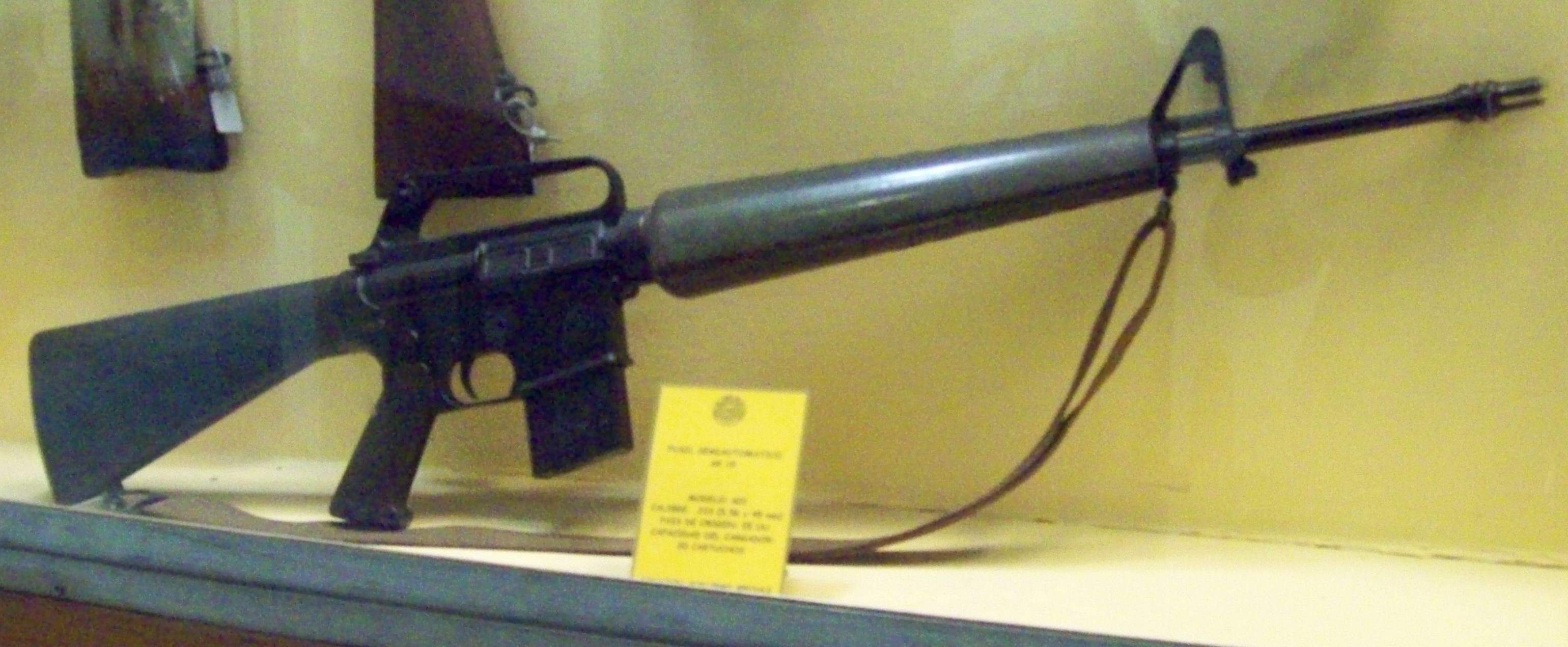
Um fuzil M16 recente sem assistência dianteira

Após pequenas modificações, o novo fuzil reprojetado foi renomeado: Rifle, Calibre 5.56 mm, M16. Inexplicavelmente, a modificação para o novo M16 não incluiu um cano cromado. Enquanto isso, o Exército cedeu e recomendou a adoção do M16 para operações de guerra na selva. Entretanto, o exército insistiu na inclusão de uma assistência dianteira para ajudar a empurrar o parafuso na bateria em caso de que um cartucho falhasse ao se alojar na câmara. A Força Aérea, Colt e Eugene Stoner acreditavam que a adição de uma assistência dianteira era uma despesa injustificada. Como resultado, o projeto foi dividido em duas variantes: o M16 da Força Aérea sem a assistência dianteira e o XM16E1 (AKA: M16A1) com a assistência dianteira para os outros ramos de serviço.

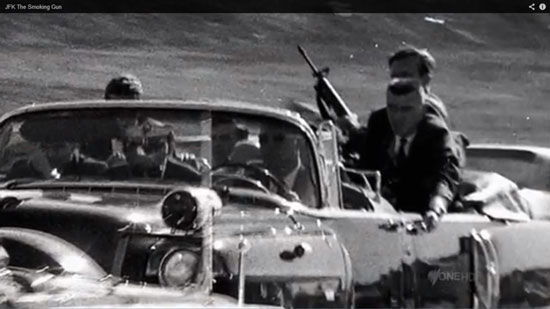
Fotografia do Agente do Serviço Secreto George W. Hickey com um ArmaLite AR-15 momentos depois que o Presidente Kennedy foi baleado em Dallas, em 22 de novembro de 1963.

Em novembro de 1963, McNamara aprovou a ordem do Exército dos EUA de 85.000 XM16E1;:380, 392  e para apaziguar o General LeMay, à Força Aérea foi concedida uma ordem para outros 19.000 M16s.:380  Em março de 1964, o fuzil M16 entrou em produção e o Exército aceitou a entrega do primeiro lote de 2.129 fuzis mais tarde naquele ano, e 57.240 fuzis adicionais no ano seguinte.
O Colt ArmaLite AR-15 foi descontinuado com a adoção do M16 em 1964. A maioria dos fuzis ArmaLite AR-15 em serviço dos EUA há muito tempo foram atualizados para a configuração do M16. O Armalite AR-15 também foi usado pelo Serviço Secreto dos Estados Unidos e outras agências federais de aplicação da lei nos EUA.
Pouco depois que os militares dos Estados Unidos adotaram o M16, a Colt lançou sua linha de fuzis apenas semiautomáticos Colt AR-15, que comercializa para civis e policiais. Colt continua a usar o nome AR-15 para estes rifles, a fim de prestar homenagem ao seu antecessor, o ArmaLite AR-15.
Nos EUA, o AR-15 é uma das armas de fogo mais conhecidas, tanto por pessoas que não possuem armas de fogo como por pessoas que as possuem, ao lado do Kalashnikov AK-47.

## Características

### ArmaLite AR-15

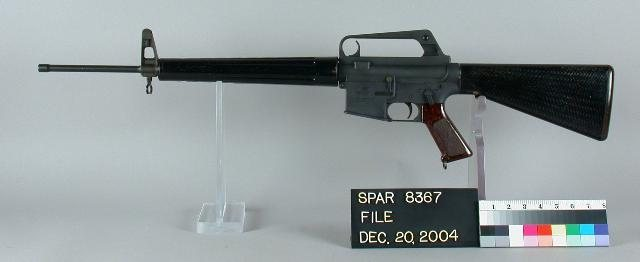
ArmaLite AR-15 recente sem flash hider ou carregador

O AR-15 é um fuzil de assalto, fogo seletivo, 5.56×45mm, refrigerado a ar, alimentado a gás, com um parafuso giratório e um design de recuo em linha reta. Ele foi projetado para ser fabricado com o uso extensivo de alumínio e materiais sintéticos por máquinas automatizadas de controle numérico computadorizado (em inglês: CNC).

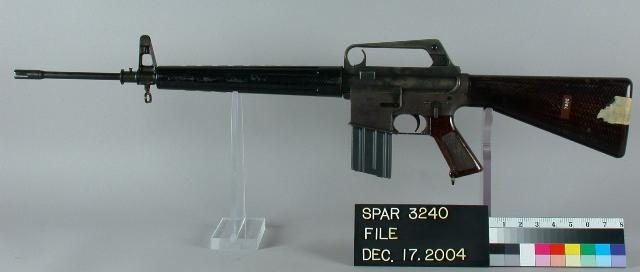
ArmaLite AR-15 com carregador de 25 disparos e flash hider

O AR-15 é um sistema de arma modular. É fácil de montar, modificar e reparar usando algumas ferramentas manuais simples e uma superfície plana para trabalhar. O receptor superior do AR-15 incorpora a soleira anterior, a alavanca de carregamento, o sistema operacional de gás, o cano, o parafuso e o conjunto de suporte de parafuso. O receptor inferior incorpora o compartimento do carregador, o punho da pistola e o buttstock. O receptor inferior também contém o gatilho, seccionador, martelo e seletor de fogo (coletivamente conhecido como grupo de controle de incêndio). O supressor de flash "duckbill" do AR-15 tinha três pontas ou pinos e foi projetado para preservar a visão noturna do atirador ao interromper o flash. Os primeiros AR-15 tinham um carregador de 25 disparos. Modelos posteriores AR-15 usaram um carregador de 20 disparos, textura de waffle, que foi concebido para ser um item leve, descartável. Como tal, é feito de alumínio prensado/estampado e não foi concebido para ser durável.
O recurso ergonômico mais característico do AR-15 é a alça de transporte e o conjunto de mira traseira na parte superior do receptor. Este é um subproduto do projeto, onde a alça de transporte serve para proteger a alça de carregamento. O fuzil AR-15 tem um raio de visão de 500 mm (19,75 polegadas). O AR-15 usa um giro tipo L, uma mira traseira de abertura e é ajustável com duas configurações, 0 a 300 metros e 300 a 400 metros. A mira frontal é um poste ajustável para elevação. A mira traseira pode ser ajustada para windage. As miras podem ser ajustadas com uma ponta de bala ou ferramenta pontiaguda.
"O sistema Stoner (AR-15) fornece um projeto muito simétrico que permite o movimento em linha reta dos componentes operacionais. Isso permite que as forças de recuo sejam direcionadas diretamente para a parte traseira. Em vez de conectar outras peças mecânicas que acionam o sistema, o gás de alta pressão executa esta função, reduzindo o peso das peças móveis e do fuzil como um todo" O projeto de recuo em linha reta do AR-15, onde a mola de recuo está localizada na soleira diretamente atrás da ação, e serve a dupla função de operação da mola e amortecedor de recuo. A soleira que está em linha com o furo também reduz o aumento do focinho, especialmente durante o fogo automático. Como o recuo não altera significativamente a ponta da mira, tiros de acompanhamento mais rápidos são possíveis, reduzindo a fadiga do usuário.

### Colt ArmaLite AR-15 (Modelo 601 & 602)

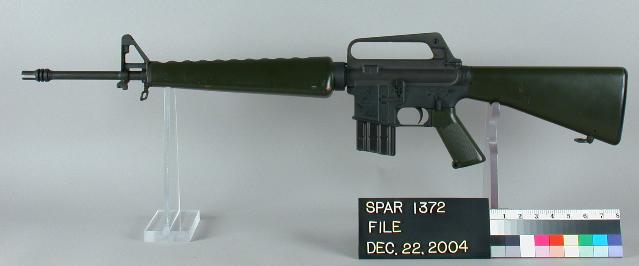
Colt ArmaLite AR-15 Modelo 01 com carregador de 20 cartuchos, feita a partir de 1959-1964

Colt ArmaLite AR-15 Modelo 02 sem carregador e nova taxa de torção de estriamento de 1 em 12 polegadas (300 mm), feita em 1964

Os primeiros dois modelos da Colt produzidos após a aquisição do rifle ArmaLite foram os 601 e 602, e esses rifles eram em muitos aspectos clones do rifle ArmaLite original (na verdade, esses rifles eram encontrados com frequência como Colt ArmaLite AR-15, Property of the U.S. Government caliber .223 (Colt ArmaLite AR-15, Propriedade do Governo dos EUA, calibre .223), sem referência a eles serem M16).
Os 601 e 602 são virtualmente idênticos ao posterior rifle M16 sem a assistência dianteira. Como o fuzil M16 mais tarde, a alça de carregamento foi reposicionada por baixo da alça de transporte como o AR-10 para a traseira do receptor. Eles foram equipados com pré-soleiras triangulares e ocasionalmente móveis, verdes ou marrons. Sua mira frontal tinha uma forma mais triangular. Eles tinham receptores baixos e planos sem superfícies elevadas ao redor do carregador. O dispositivo de retenção de parafuso não possuía uma superfície de engate inferior elevada e tinha uma superfície inclinada e serrilhada que tinha de ser engatada com o polegar descoberto, dedo indicador, ou unha do polegar por causa da falta desta superfície. Seu seletor de fogo também foi alterado de cima = seguro, para trás = semiautomático e avançado = totalmente automático, para o agora familiarizado = seguro, para cima = semiautomático, e para trás = totalmente automático do rifle M16.
A única grande diferença entre o 601 e o 602 é a mudança da original torção de estriamento de 1:14 polegadas para a torção mais comum 1:12 polegadas. O 601 foi adotado pela primeira vez pela Força Aérea dos Estados Unidos, e foi rapidamente complementado com os 602 (AKA: XM16) e depois os 604 (AKA: M16). Com o tempo, os 601 e 602 foram convertidos para a configuração do rifle M16. A USAF continuou a usar rifles ArmaLite AR-15 até a década de 1990.